# Timothy Williamson
Timothy Williamson   (Uppsala, 6 d'agost de 1955) és un filòsof anglès els principals interessos de recerca del qual són la lògica filosòfica, la filosofia del llenguatge, l'epistemologia i la metafísica.

## Trajectòria
Williamson va estudiar a la Leighton Park School i a la Henley Grammar School (ara Henley College). Més endavant va anar al Balliol College de la Universitat d'Oxford on es va graduar el 1976 amb un Bachelor of Arts en matemàtiques i filosofia, i el 1980 amb un Philosophiæ doctor en filosofia amb una tesi titulada «The Concept of Approximation to the Truth».
Williamson va ser professor de lògica i metafísica a la Universitat d'Edimburg (1995–2000), a l'University College d'Oxford (1988–1994) i al Trinity College (1980–1988). Va accedir a la càtedra Wykeham l'any 2000 i es va jubilar el 2023, quan va obtenir a una beca sènior de recerca i docència en filosofia.
Va ser president de l'Aristotelian Society del 2004 al 2005. És Membre de l'Acadèmia Britànica, de l'Acadèmia Noruega de Ciències i Lletres, membre de la Royal Society of Edinburgh i membre d'honor estranger de l'Acadèmia Americana de les Arts i les Ciències.
Williamson ha contribuït a la filosofia analítica del llenguatge, la lògica, la metafísica i l'epistemologia. En epistemologia, Williamson suggereix que el concepte de coneixement és inanalitzable. Fet que va en contra de la tendència comuna de la filosofia que és argumentar que el coneixement es pot analitzar en conceptes constitutius. Està d'acord amb que el coneixement implica justificació, veritat i creença, però argumenta que és conceptualment primitiu. Explica la importància de la creença discutint les seves connexions amb el coneixement, però evita la posició «disjuntivista» de dir que la creença es pot analitzar com la disjunció del coneixement amb algun estat mental diferent i no factiu.